# Typhlodromips
Typhlodromips är ett släkte av spindeldjur. Typhlodromips ingår i familjen Phytoseiidae.

## Dottertaxa tillTyphlodromips, i alfabetisk ordning[1]
- Typhlodromips ainu
- Typhlodromips alpicola
- Typhlodromips amilus
- Typhlodromips ariri
- Typhlodromips assiniboin
- Typhlodromips auratus
- Typhlodromips biflorus
- Typhlodromips bladderae
- Typhlodromips cananeiensis
- Typhlodromips compressus
- Typhlodromips confertus
- Typhlodromips constrictatus
- Typhlodromips corycus
- Typhlodromips culmulus
- Typhlodromips deleoni
- Typhlodromips dentilis
- Typhlodromips digitulus
- Typhlodromips dillus
- Typhlodromips dimidiatus
- Typhlodromips extrasetus
- Typhlodromips fordycei
- Typhlodromips friendi
- Typhlodromips gimanthus
- Typhlodromips gonzalezi
- Typhlodromips hamiltoni
- Typhlodromips helanensis
- Typhlodromips hellougreus
- Typhlodromips hinoki
- Typhlodromips ibadanensis
- Typhlodromips ignotus
- Typhlodromips ishikawai
- Typhlodromips jiangxiensis
- Typhlodromips johoreae
- Typhlodromips jucara
- Typhlodromips lambatinus
- Typhlodromips lugubris
- Typhlodromips mangleae
- Typhlodromips mistassini
- Typhlodromips neoclavicus
- Typhlodromips neoshi
- Typhlodromips neoswellendamensis
- Typhlodromips nestorus
- Typhlodromips ochii
- Typhlodromips ojibwa
- Typhlodromips pederosus
- Typhlodromips quaesitus
- Typhlodromips robusticalyx
- Typhlodromips sabaculus
- Typhlodromips sabali
- Typhlodromips scleroticus
- Typhlodromips septentrionalis
- Typhlodromips sessor
- Typhlodromips shi
- Typhlodromips similis
- Typhlodromips simplicissimus
- Typhlodromips sinensis
- Typhlodromips swellendamensis
- Typhlodromips syzygii
- Typhlodromips tee
- Typhlodromips tibetapineus
- Typhlodromips tibetasalicis
- Typhlodromips tubus
- Typhlodromips xui